# Haldír
Lothlórieni Tünde. Haldír eredete és ősei ismeretlenek. Testvérei Rumil és Orophin. A három testvér Lórien határait őrizték, és Haldír alkalmanként elhagyta az erdőt, hogy hírekre tegyen szert a világról és az ellenségről.
3019, január 15-én a fivérek találkoztak a Szövetséggel Nimrodel közelében, az erdő szélénél. Haldír képes volt beszélni a Szövetséggel, mivel tudta a Közös Nyelvet. Haldír köszöntötte Legolast, mint testvért északról és Aragornt, Galadriel szövetségesét. Már felkészült, hogy bevezesse a Szövetséget Lórienbe, de hezitált, mikor rájött, hogy a Szövetség egyik tagja egy Törp. Haldír – miután konzultált testvéreivel – beleegyezett, hogy elvigyék Gimlit Lórienbe de csak bekötött szemmel.
Az estét egy Flat-en töltötték, a platformon, a fákon. Az este folyamán Haldír és testvérei Orkokat hallottak átkelni az erdőn, ezért elkergették őket a Szövetség közeléből. Mikor visszatért a Flat-re egy furcsa teremtményt látott mozogni, a fa tövében, melyre Frodó Gollamot tippelte.
Reggel Haldír készített egy függőhidat a Szövetségnek, hogy átkelhessenek a folyón. A Szövetségen belül nem értettek egyet azzal, hogy Lothlórienből kifelé is bekötött szemmel kelljen menniük. Végül beleegyeztek és Haldír kivezettette őket az erdőből. Haldír megtudta Borbak Trufától, hogy Szürkerév a Megyétől nyugatra fekszik és hosszasan beszélt neki a Nagy Tengerről de sajnálta, mikor neki és honfitársának el kellett hagynia Lórient. Mikor hír jött, hogy a Szövetség újra "láthat" Haldír bocsánatot kért Gimlitől, és köszöntötte őt, mint az első Törpöt Lothlórien területén Durin óta.
Miután elkísérte a Szövetséget Caras Galadhon-ba, Haldír visszatért eredeti feladatához, őrizni az erdő északi határát. Azonban visszatért a Szövetséghez, hogy elkísérje őket a folyópartra, ahol elhagyták Lórient.
Továbbá Haldír bármilyen más tevékenysége ismeretlen. Valószínű, hogy részt vett Lothlórien védelmében az Dol Guldur-i támadással szemben, 3019, márciusában. Még az is valószínűsíthető, hogy Haldír átkelt az Adnuinon és Dol Guldurba ment. Nem tudni, hogy Haldír túlélte-e Gyűrű Háborúját. Ha igen, valószínűleg ő is átkelt a Tengeren az embereivel.

## Megjegyzés
Peter Jackson filmverziójában, a Gyűrűk Urában, Haldír vezetett egy csapat Tündét a Helm Szurdokba, ahol harc közben elesett. Ez az adat nem fellelhető a könyvben.